# Hiuma
Hiuma (inne nazwy est. Hiiumaa, szw. Dagö – wyspa dnia, fin. Hiidenmaa – ziemia diabła) – należąca do Estonii wyspa, położona na Bałtyku na południe od wejścia do Zatoki Fińskiej, otwierająca zatokę Ryską, od Saremy oddzielona cieśniną Soela väin, od stałego lądu cieśniną Muhu Väin. Powierzchnia 989 km²; ludność 8995 (2017), 96% to Estończycy. Administracyjnie wyspa dzieli się na miasto Kärdla, 2 gminy ze stolicą w miastach Kõrgessaare i Käina oraz dwie gminy wiejskie Emmaste i Pühalepa. Na Hiumie znajduje się około 180 osad. Ludność wyspy zajmuje się rybołówstwem oraz hodowlą bydła

## Historia
Pierwsze ślady człowieka datuje się na IV wiek p.n.e. Pierwsza wzmianka pisemna pochodzi z 1228. W 1254 wyspa została podzielona pomiędzy inflancką gałąź zakonu krzyżackiego (część północna) a Biskupstwo Saare-Lääne (część południowa). W 1563 włączona do Szwecji pod nazwą Dagö. Od 1710 do 1914 należała do Imperium Rosyjskiego. Przez ten okres część Szwedów została „zestonizowana”, a reszta (ponad 1000) na mocy ukazu Katarzyny II w 1781 zesłana nad Dniepr. Przez część I wojny światowej okupowana przez Niemców (Operacja Albion). Od 1918 część niepodległej Estonii. Po niemieckiej okupacji w latach 1941–1944 Hiuma, podobnie jak cała Estonia została włączona do Związku Radzieckiego. Powróciła do Estonii wraz z odzyskaniem przez nią niepodległości w 1991.
Na Hiumie znajduje się latarnia morska Kõpu – jedna z najstarszych nad Bałtykiem.

## Geografia
Najwyższy punkt (Tornimägi ) wyspy znajduje się na półwyspie Kõpu i mierzy 68,5 m n.p.m. Rozciągłość równoleżnikowa wyspy wynosi 60 kilometrów, południkowa: 40. Długość linii brzegowej to 325 kilometrów. Lasy pokrywają 66% wyspy, obszary rolne około 11%, bagna i mokradła 3%. Największym jeziorem jest Tihu Suurjärv (około 85 ha). Klimat morski, jednak sroższy niż na Saremie. Średnia temperatura lutego: –3,6 °C, lipca: 16,0 °C, roczna suma opadów: 620 mm.

## Galeria

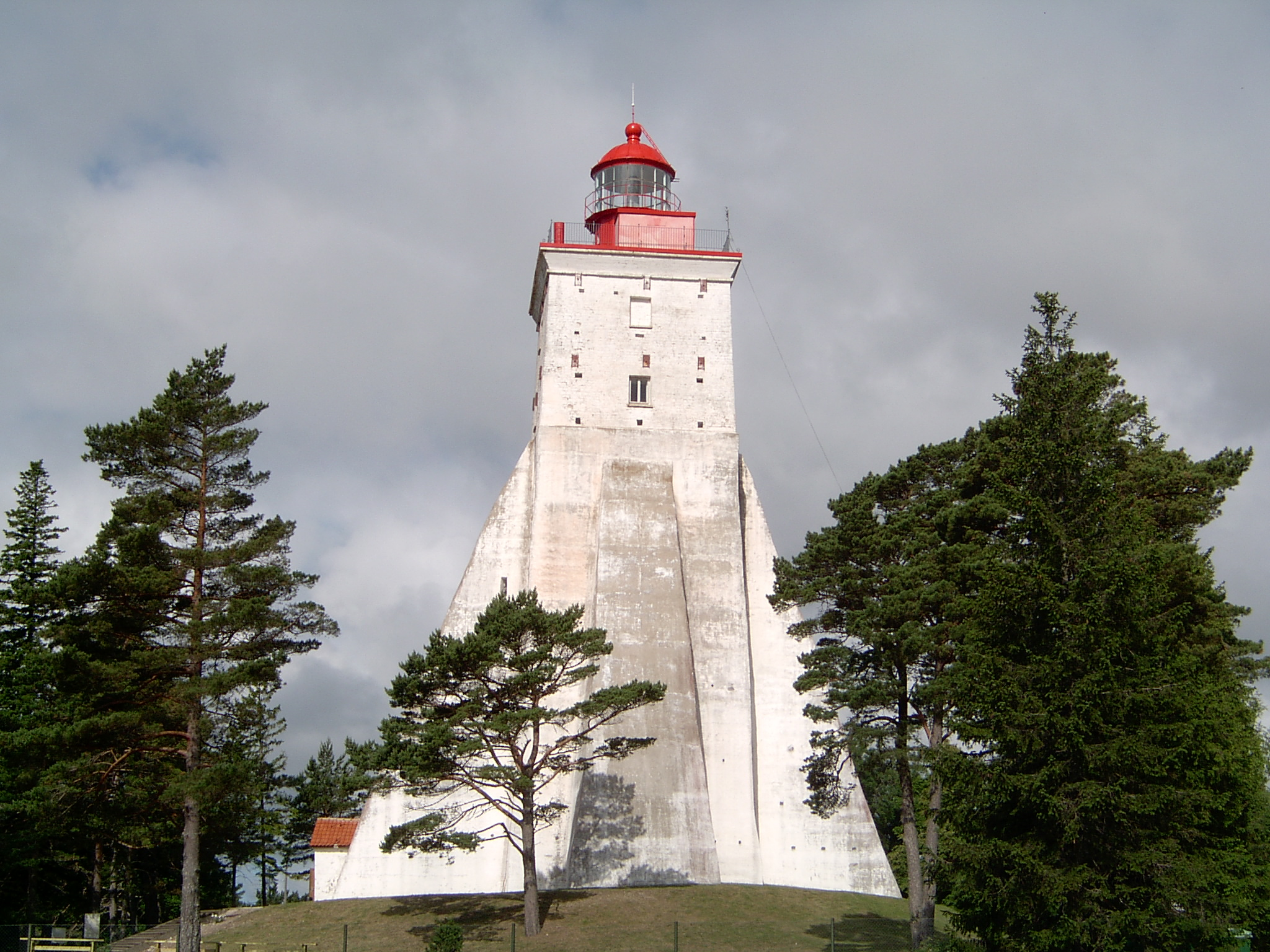
Latarnia morska Kõpu
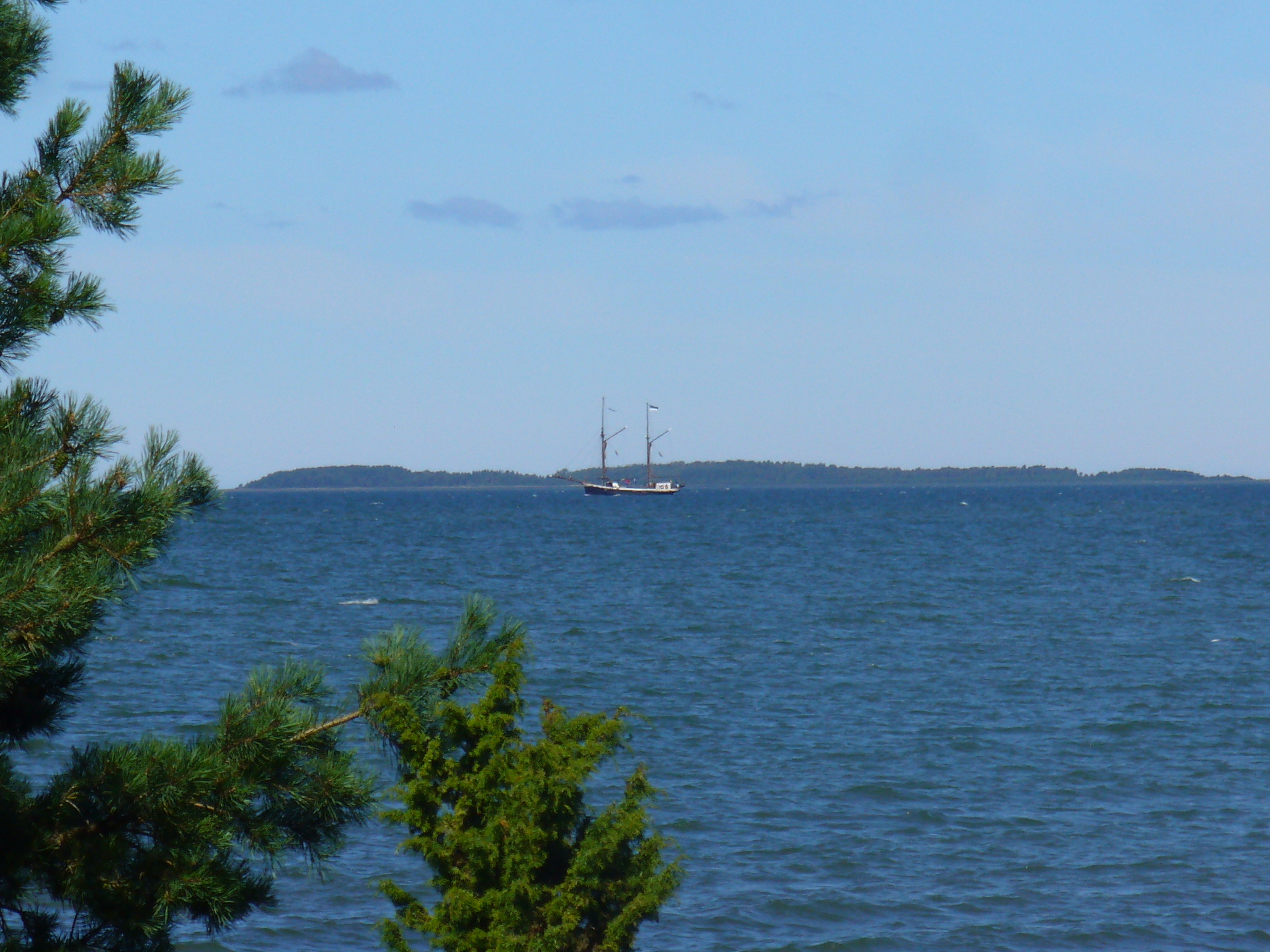
Widok na morze Bałtyckie
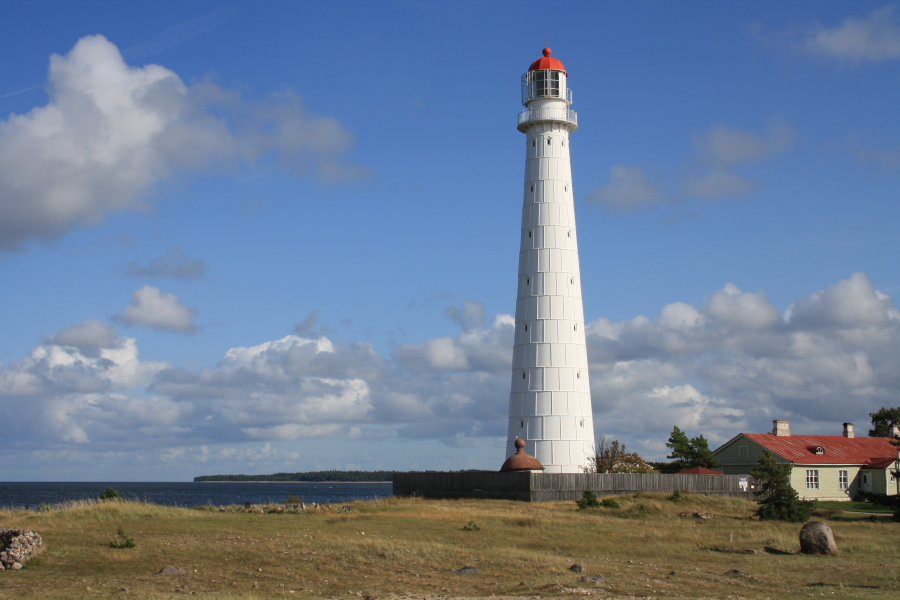
Latarnia morska Tahkuna